# DTS-HD Master Audio
DTS-HD Master Audio，简称DTS-HD MA，是DTS公司針對蓝光光盘（Blu-ray）所研發的无损音频格式，其竞争对手为杜比实验室所开发的TrueHD格式

## 历史
DTS-HD Master Audio是DTS音频格式的扩展格式
- 2004年，DTS-HD Master Audio发布，当时它被称为DTS++，仅是蓝光光盘可以选择的多种音频格式之一
- 2010年，DTS-HD Master Audio超越它的竞争对手杜比TrueHD成为蓝光光盘的主流音频格式

## 特点
1. 无损音频格式且使用可变码率，这让其在保证体积小的同时却能够呈现极高的音频质量
2. 其编码器同时包含了DTS Digital（DTS的有损音频格式）的编码核心以便在播放器不兼容DTS-HD MA或DTS-HD HRA（DTS-HD High Resolution Audio）时切换成DTS Digital（DTS Digital一般会以255Kbps的恒定码率进行编码，与DTS-HD MA/HRA音频放置在同一流中，格式名称为DTS-HD Core）
3. 能够处理大量的分离音频通道，但受到存储媒体所使用的存储介质的限制
4. 最高可支持24Bit位深度、96kHz采样率、7.1声道或192kHz采样率、5.1声道輸出，平均码率可达18Mbps，最高码率可达24.5Mbps